# Samogłoska prawie przymknięta przednia scentralizowana zaokrąglona
Samogłoska prawie przymknięta przednia scentralizowana zaokrąglona – typ samogłoski spotykany w językach naturalnych. Symbol, który przedstawia ten dźwięk w Międzynarodowym Alfabecie Fonetycznym, to ʏ (kapitalik y).
Handbook of the International Phonetic Association definiuje tę samogłoskę jako przesunięty ku szwie odpowiednik samogłoski kardynalnej [y], więc alternatywnie można ją zapisać w postaci y̽.
Samogłoska ta występuje np. w językach:
| Język     | Słowo    | MAF      | Tłumaczenie |
| --------- | -------- | -------- | ----------- |
| niemiecki | schützen | [ˈʃʏt͡sn̩] | „chronić”   |
| norweski  | nytt     | [nʏtː]   | „nowy”      |